# Liste der Pfarren im Dekanat Aspach
Das Dekanat Aspach war ein Dekanat der römisch-katholischen Diözese Linz.

## Pfarren mit Kirchengebäuden und Kapellen
| Ort                 | Pfarrverband | Patrozinium             | Kirchengebäude und Kapellen                           | Bild                   |
| ------------------- | ------------ | ----------------------- | ----------------------------------------------------- | ---------------------- |
| Aspach              | Aspach       | Mariä Himmelfahrt       | Pfarrkirche Aspach Schlosskapelle Wildenau            | Pfarrkirche Aspach     |
| Höhnhart            | Aspach       | Hl. Jakobus             | Pfarrkirche Höhnhart                                  | Pfarrkirche Höhnhart   |
| Mettmach            | Aspach       | Hl. Stephanus           | Pfarrkirche Mettmach Filialkirche Arnberg             | Pfarrkirche Mettmach   |
| Moosbach            | Aspach       | Hl. Silvester           | Pfarrkirche Moosbach (Oberösterreich)                 | Pfarrkirche Moosbach   |
| Roßbach             | Aspach       | Hl. Jakobus             | Pfarrkirche Roßbach Filialkirche St. Veit im Innkreis | Pfarrkirche Roßbach    |
| St. Johann am Walde | Aspach       | Hl. Johannes der Täufer | Pfarrkirche St. Johann am Walde                       | Pfarrkirche St. Johann |
| Treubach            | Aspach       | Mariä Geburt            | Pfarrkirche Treubach                                  | Pfarrkirche Treubach   |
| Weng im Innkreis    | Aspach       | Hl. Martin              | Pfarrkirche Weng im Innkreis                          | Pfarrkirche Weng       |

## Dekanat Aspach
Das Dekanat umfasste acht Pfarren und wird als Dekanat Altheim-Aspach mit 13 Pfarren weitergeführt.
Dechanten
- 1444–1447: Enea Silvio Piccolomini (Pius II.)
- 2002–2012: Wolfgang Schnölzer[1]